# Морски дракон
Вижте пояснителната страница за други значения на Дракон.
Морският дракон, още Голям морски дракон или просто Голям дракон (Trachinus draco), е вид отровна морска риба от семейство Драконови (Trachinidae). Местообитанието ѝ е североизточната част на Атлантическия океан, Средиземно море и Черно море.

## Описание
Тялото има клиновидна форма, а размерите му достигат тези на морско попче – 25 cm. Главата е сплескана, със заоблена уста обърната нагоре, голямо чело и големи очи. Изключително сходна е с попчето, по което се отличава от набраздения гръб. Окраската му е светло бежово кафява, зелена, а понякога бледо оранжева. Има тъмно кафяви, сини и жълти петна. Коремът е жълтеникав.
Рибата е хищна и се храни с други водни организми – рибки, миди, охлюви, червеи и др.

### Механизъм на ужилване
Морският дракон е най-отровната риба в Европа. В основата на първата гръбна перка има трилъчев шип с отровни жлези, които функционират дори когато рибата е мъртва. Отровата ѝ не е смъртоносна, но създава болезнено усещане при убождане. Ако не се вземат навременни мерки и не се потърси лекарска помощ, може да доведе до сериозни последствия – засягане на кости, парализа и увреждане на стави. Натриване с лед или черен бъз е популярно средство за справяне с парещата болка.

### Размножаване
Размножава се в периода юни – септември. Снася пелагични яйца с диаметър 1 mm.

## Местообитание
Морският дракон обитава дъната на водоемите, като ползва за укритие пясъка. В него заравя цялото тяло, освен очите, за да дебне плячката си. По наши води се среща в песъчливото дъно на Черноморското крайбрежие.

## Значение
Месото на морския дракон е бяло и много вкусно. Най-добре се приготвя пържен с памидово вино.